# Metrodor (matemàtic)
Metrodor (grec antic: Μητρόδωρος, llatí: Metrodorus) fou un poeta, gramàtic i matemàtic grec grec que va compilar epigrames matemàtics de diferents autors inclosos a l'Antologia grega. No se sap res de la vida de Metrodor, ni l'època en què va viure. Potser va viure al segle iii, però és més probable que visqués a l'època dels emperadors Anastasi i Justí I, a principis del segle vi.